# Europeiska barngarantin
Den europeiska barngarantin är en EU-strategi för att förhindra och bekämpa socialt utanförskap för barn inom Europeiska unionen. Den utgör en del av den europeiska pelaren för sociala rättigheter. Förslaget presenterades av Europeiska kommissionen den 24 mars 2021, och utfärdades i egenskap av en icke-bindande rekommendation av Europeiska unionens råd till unionens medlemsstater den 14 juni 2021.
Den europeiska barngarantin innebär att medlemsstaterna rekommenderas att bland annat säkerställa att alla barn har tillgång till vissa grundläggande rättigheter, såsom utbildning, åtminstone ett näringsrikt mål mat per skoldag, sjukvård och bostad.